# Hiroshi Michinaga
Hiroshi Michinaga (道永 宏, Michinaga Hiroshi), né le 8 octobre 1956 à Kōbe, est un archer japonais.

## Palmarès
- Jeux olympiques
  -  Médaille d'argent à l'individuel homme aux Jeux olympiques d'été de 1976 à Montréal.